# Bannatettix guangxiensis
Bannatettix guangxiensis är en insektsart som beskrevs av Zheng, Z. och G. Jiang 1997. Bannatettix guangxiensis ingår i släktet Bannatettix och familjen torngräshoppor. Inga underarter finns listade i Catalogue of Life.